# Bouka
Bouka è un arrondissement del Benin situato nella città di Kalalé (dipartimento di Borgou) con 33.212 abitanti (dato 2006).